# 黑龙江省国民保安公会
黑龙江省国民保安公会是清朝於宣统三年（1911年）九月二十六日在黑龍江省設立的一個治安機關，由黑龍江巡撫周樹模和諮議局成員成立應急小組，在龍江府建立保安隊，周自任大會主席，並設立副会长三人。同年十月十三日启用关防。中華民国元年（1912年）五月，黑龙江都督、黑龙江临时省议会下令裁撤黑龙江省国民保安公会。